# La Fleche Wallone
1. Redirect La Flèche Wallonne